# 蒙唐斯
蒙唐斯（法語：Montans，法語發音：[mɔ̃tɑ̃s]）是法国奧克西塔尼大區塔恩省的一个市镇，属于阿尔比区。

## 地名
该地名“Montans”发音为[mɔ̃tɑ̃s]，末尾字母“s”发音，《世界地名翻译大辞典》与《世界地名译名词典》将其误译作“蒙唐”。

## 地理
蒙唐斯（43°51'59"N, 1°53'7"E）面积32.43 平方千米，位于法国奧克西塔尼大區塔恩省，该省份为法国南部内陆省份，北起顺时针与阿韦龙省、埃罗省、奥德省、上加龙省和塔恩-加龙省接壤。
与蒙唐斯接壤的市镇（或旧市镇、城区）包括：加亚克、布朗斯、塔恩河畔利勒、卢皮亚克、帕里索、佩罗勒、泰库。
蒙唐斯的时区为UTC+01:00、UTC+02:00（夏令时）。

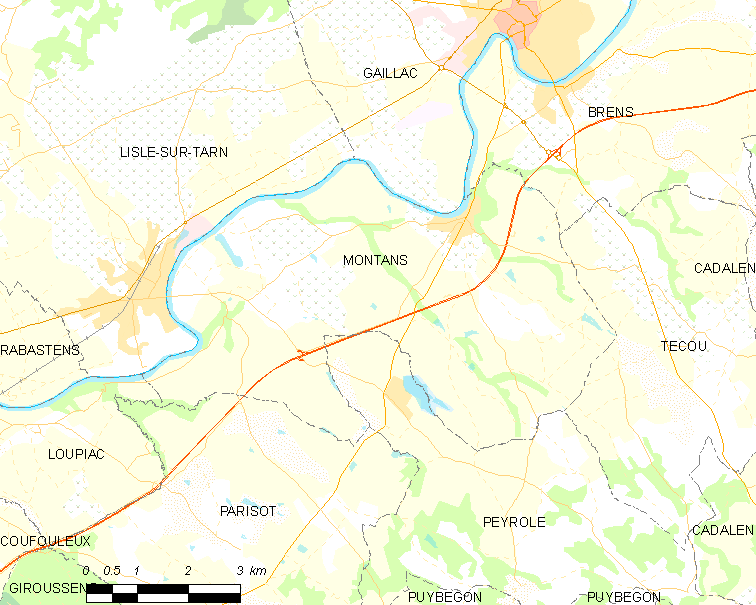
蒙唐斯的OSM定位图

## 行政
蒙唐斯的邮政编码为81600，INSEE市镇编码为81171。

## 政治
蒙唐斯所属的省级选区为两岸县。

## 人口

1962-2008年间蒙唐斯人口变化图示

蒙唐斯于2022年1月1日时的人口数量为1547人。